# Wrona meksykańska
Wrona meksykańska (Corvus imparatus) − gatunek ptaka z rodziny krukowatych (Corvidae), zamieszkujący północno-wschodni Meksyk i skrajnie południowy Teksas. Nie wyróżnia się podgatunków. Nie jest zagrożony wyginięciem.

## Występowanie
Zasiedla stosunkowo niewielki obszar w północno-wschodnim Meksyku. Wyjątkowo rzadko gniazduje w skrajnie południowym Teksasie. Preferuje okolice pustyń krzaczastych, obszary buszu, ale też farmy, małe miasta i wsie znajdujące się w obrębie areału. Spotyka się go również w bardziej wilgotnych terenach leśnych na otwartych przestrzeniach, choć nie jest widywany w wyższych górach i wzdłuż wybrzeży morskich. To towarzyski ptak często skupiający się w duże stada, które wspólnie, w zamkniętych grupach, przemieszczają się. Zimą odwiedza też terytoria w skrajnie południowym Teksasie, głównie w okolicach wysypisk śmieci w Brownsville (przy granicy z Meksykiem).

## Charakterystyka
To dość mały gatunek jak na przedstawiciela rodzaju Corvus – mierzy 34–38 cm długości. Posiada gładkie i bardzo połyskliwe upierzenie o miękkimi i jedwabistym wyglądzie. Dziób jest całkiem czarny i smukły, podobnej barwy są nogi i pazury.

## Zachowanie

### Pożywienie
W diecie znajdują się prawdopodobnie głównie owady chwytane z ziemi, choć wrona meksykańska może podbierać z drzew jaja i pisklęta. Zjada też owoce, w tym jagody, padlinę czy odpadki żywności na wysypiskach.

### Gniazdowanie
Gniazdo jest podobne do konstrukcji wrony amerykańskiej, ale mniejsze i ulokowane na drzewie lub dużym krzewie.
Samica składa zwykle 4 jaja, prawdopodobnie tylko ona zajmuje się ich inkubacją, która trwa 17–18 dni. Oba ptaki z pary dostarczają pokarm pisklętom. Młode opuszczają gniazdo prawdopodobnie po około 30–35 dniach od wyklucia.

### Głos
Odgłosy tej wrony są niecodzienne, niepodobne do innych gatunków rodzaju Corvus. Wydaje niskie, rechotliwe dźwięki, które przypominają odgłosy żab. Zawołanie można porównać do miękko brzmiącego gar-lik.

## Spokrewnione gatunki
Wydaje się, że wrona lśniąca Corvus sinaloae jest pod względem podobieństwa genetycznego najbliżej spokrewniona z wroną meksykańską. Czasem uznaje się ją za zachodnią jej formę, choć wydawane przez nich dźwięki są zupełnie odmienne. W istocie trzecim bardzo blisko spokrewnionym gatunkiem jest też wrona rybożerna Corvus ossifragus żyjąca na południowo-wschodnim wybrzeżu Stanów Zjednoczonych. Te trzy gatunki mogą być traktowane jako jeden nadgatunek.

## Status
IUCN uznaje wronę meksykańską za gatunek najmniejszej troski (LC, Least Concern) nieprzerwanie od 1988 roku. Organizacja Partners in Flight w 2019 roku szacowała liczebność populacji na około 200 tysięcy dorosłych osobników. Trend liczebności populacji oceniany jest jako spadkowy.